# Dudley Smith
Pour les articles homonymes, voir Smith.
Dudley Gordon Smith (14 novembre 1926 - 14 décembre 2016) est un homme politique conservateur britannique qui est ministre adjoint sous Edward Heath. Il est député pendant 35 ans au total, dernièrement pour Warwick et Leamington, qu'il représente pendant près de 30 ans avant de perdre son siège lors la victoire des travaillistes lors des élections générales de 1997.

## Jeunesse et carrière
Smith est né le 14 novembre 1926 à Cambridge de Hugh et Elizabeth Smith. Son père dirige une petite entreprise. Il fréquente la Chichester High School dans le Sussex de l'Ouest mais part à l'âge de 16 ans pour poursuivre une carrière dans le journalisme qu'il commence en rejoignant le journal local. En 1945, il rejoint Portsmouth Evening News, puis The News of the World en tant que reporter de Fleet Street. Enfin, en 1953, il rejoint le Sunday Express, devenant rédacteur en chef adjoint sous la direction du rédacteur en chef John Junor.

## Carrière politique
Désireux d'entrer en politique, Smith se présente sans succès à Peckham en 1955, perdant contre la titulaire Freda Corbet par 13 768 voix. Il siège au conseil du comté de Middlesex, devenant son plus jeune membre. Smith est whip en chef du conseil conservateur, parallèlement à ses fonctions parlementaires, jusqu'en 1965.

### Député de Brentford & Chiswick: 1959-1966
Dudley Smith remporte le siège de Brentford &amp; Chiswick par 2 919 voix aux élections générales de 1959.
Bien qu'il n'ait été à la Chambre que pendant 4 ans, en 1963, Smith joue un rôle de premier plan dans l'opposition à l'expulsion d'Anthony Enahoro vers le Nigéria, où il fait face à des accusations de trahison. Le fait qu'il ait relevé ce défi est en grande partie dû à l'arrestation d'Enahoro qui a eu lieu dans sa circonscription. Pendant 2 mois, il utilise tous les moyens parlementaires pour persuader le ministre de l'Intérieur, Henry Brooke, de ne pas expulser le chef. Smith affirme qu'Enahoro ne peut pas être expulsé car il risquait d'être exécuté. Malgré cela, ses efforts échouent et Anthony Enahoro est expulsé puis emprisonné pendant 15 ans.
Il s'intéresse aux problèmes sanitaires concernant la Tamise et à une réforme fiscale locale plus radicale. Soixante députés conservateurs demandent avec lui que l'éducation soit financée directement par le Trésor plutôt que par les tarifs locaux.
Alors que les problèmes augmentent pour le premier ministre de l'époque, Harold Macmillan, Smith fait partie d'un groupe de députés conservateurs relativement jeunes au début de 1963 qui appellent à un changement de direction. Leur préférence est Edward Heath, le Lord du sceau privé qui devient par la suite chef et Premier ministre, ou Reginald Maudling, le chancelier de l'Échiquier contre Rab Butler, alors favori, ou Iain Macleod. C'est finalement Alec Douglas-Home qui est choisi comme successeur.
En 1963, Smith est également Secrétaire parlementaire privé de Robert Carr, ministre de la Coopération technique, puis whip de l'opposition en 1964. Cependant, son ascension politique est interrompue par la victoire des travaillistes aux élections générales de 1964, puis Smith perd son siège en 1966 au profit de Michael Barnes des travaillistes par 607 voix.

### Député de Warwick & Leamington : 1968-1997
Après une brève période de 2 ans en tant que directeur des relations publiques du groupe Beecham, Dudley Smith est élu député de Warwick & Leamington, qu'il remporte avec une majorité de 21 922 voix lors des élections partielles de 1968 à Warwick et Leamington déclenchée par la mort de l'ancien procureur général, John Hobson.
Il est porte-parole de l'opposition sur l'emploi et la productivité, et avec son ancien patron Robert Carr qui est alors Shadow ministre du Travail. À la suite du retour au pouvoir du Parti conservateur à la suite des élections générales de 1970, le nouveau Premier ministre, Edward Heath, place Smith sous Carr comme sous-secrétaire à l'Emploi. Il joue un rôle clé dans l'adoption du controversé projet de loi sur les relations industrielles. En 1974, il passe au ministère de la Défense comme sous-secrétaire d'État à l'armée, un poste qu'il occupe pendant à peine neuf semaines en raison de l'échec de Heath lors des élections générales anticipées de février 1974 qui voient Harold Wilson, revenir au pouvoir. Ce n'est cependant pas une période sans incident au ministère de la Défense puisque Smith rend visite aux survivants de l'attentat à la bombe M62 de l'IRA de 1974 à l'hôpital.
Dudley Smith n'est jamais revenu au gouvernement, devenant vice-président du Comité spécial sur les relations raciales et l'immigration entre 1978 et 1979. Avec la victoire des conservateurs aux élections législatives de 1979, le nouveau Premier ministre, Margaret Thatcher, l'envoie en Europe au sein de la délégation britannique auprès du Conseil de l'Europe et de l'Union de l'Europe occidentale (UEO). Au cours de ses dix-huit années en Europe, Smith sert de 1983 à 1986 en tant que secrétaire général du Groupe démocrate européen, de 1989 à 1993 en tant que président du Comité de défense de l'UEO et enfin en tant que président de l'Assemblée de l'UEO jusqu'en 1997.
Dudley Smith est l'un des premiers admirateurs de Mme Thatcher, comme en témoigne son soutien verbal à la loi de 1960 sur les organismes publics (admission aux réunions), qu'elle a rédigé et présenté lors de son premier discours. Pendant les années Thatcher, Smith est un supporter de Thatcher, étant en effet souvent à la droite du Premier ministre sur de nombreuses questions sociales. Malgré cela, il manifeste un mécontentement clair à l'égard de son leadership, qui a été endommagé par la démission de Nigel Lawson et la Poll Tax, en utilisant une analogie avec le football en mai 1990 : « Vous limogez le manager ou pas ? Vous avez peut-être un bon manager, mais que se passe-t-il si l'équipe ne marque pas de buts ? ». Ce sentiment est ressenti par de nombreux députés conservateurs, ce qui conduit finalement à sa chute.
Il est fait chevalier en 1983.
Bien qu'auparavant Warwick et Leamington soit considéré comme un siège sûr, les élections générales de 1997 voient le New Labour de Tony Blair remporter une victoire écrasante, ce qui conduit Smith, 70 ans, à perdre son siège après plus de 35 ans au Parlement.

## En dehors du parlement
Avant les élections générales de 1964, Dudley Smith publie une biographie de Harold Wilson, le chef de l'opposition, intitulée Harold Wilson : A Critical Biography . En 1981, il devient président de la Wilderness Foundation UK. En 1988, il devient sous-lieutenant du Warwickshire. Il est Freeman de la City de Londres et président de 1985 à 1990 du United and Cecil Club. Il est gouverneur de l'école Mill Hill pendant trois décennies.
Au cours de la seconde moitié de sa carrière, il travaille pour l'industrie, ce qui conduit à des critiques selon lesquelles il n'était qu'une voix pour les grandes sociétés pharmaceutiques à la Chambre des communes. En 1995, il est révélé qu'il est le troisième revenu le plus élevé des députés ayant des intérêts extérieurs avec des contrats d'une valeur de 55 000 £.

## Vie personnelle
Smith se marie deux fois, d'abord en 1958 avec Anthea Higgins avec qui il a trois enfants, un fils, Russell, et deux filles, Charlotte et Antonia. Ils divorcent en 1973 à la suite de la liaison de sa femme avec Tim Fortescue, député de Liverpool Garston, qu'elle aépouse ensuite. En 1976, Smith se remarie, cette fois avec une consultante en gestion appelée Catherine Amos. Cependant, cela se termine également par un divorce en 2011,.
Dudley Smith est décédé le 14 décembre 2016 à l'âge de 90 ans.